# Euroscar

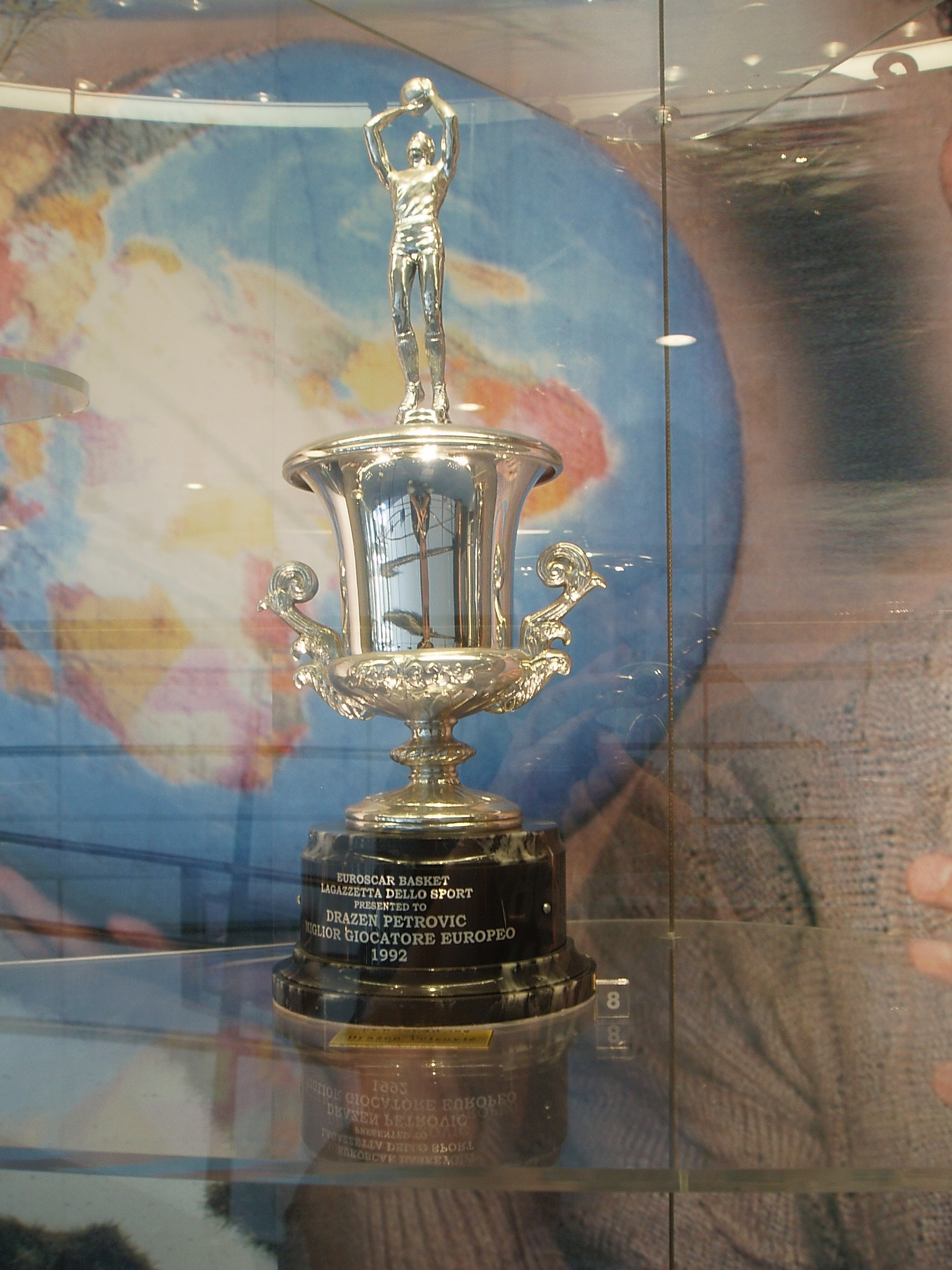
Nagroda Euroscar, którą otrzymał w 1992 roku Dražen Petrović z New Jersey Nets.

Euroscar European Player of the Year Award – nagroda koszykarska przyznawana corocznie najlepszemu europejskiemu koszykarzowi. Jej nazwa jest połączeniem słów Europa i Oscar, nazywana potocznie „europejskim Oscarem koszykarskim”. Laureatem nagrody może zostać każdy koszykarz urodzony w Europie bez względu na klub, w którym występuje. Nagroda jest przyznawana na podstawie osiągnięć klubowych oraz reprezentacyjnych zawodników. Laureat otrzymuje nagrodę w styczniu, jako podsumowanie minionego roku.
Pierwszym zdobywcą nagrody został w 1979 roku rosyjski środkowy Władimir Tkaczenko. Od tamtej pory nagrodę przyznawano zawodnikom, którzy wyróżniali się podczas imprez takich jak: mistrzostwa Europy, świata, igrzyska olimpijskie.
Rekordzistami pod względem liczby zdobytych nagród są: litewski środkowy Arvydas Sabonis oraz niemiecki skrzydłowy Dirk Nowitzki. Obaj zwyciężali 6-krotnie.
Laureatów nagrody Euroscar wyłania komitet złożony z trenerów, zawodników i dziennikarzy pochodzących z 33 różnych krajów.
Nagroda jest przyznawana przez włoską gazetę La Gazzetta dello Sport. Jest jedną z czterech nagród przyznawanych corocznie najlepszym europejskim koszykarzom – trzy pozostałe to FIBA Europe Player of the Year Award, Mr. Europa Award, All-Europeans Player of the Year.

## Historia
Nagrodę Euroscar przyznano po raz pierwszy w 1979 roku. 21 z pierwszych 23 laureatów urodziło się na terenie byłego ZSRR lub Jugosławii. Następnie Dirk Nowitzki z Niemiec i Pau Gasol z Hiszpanii podzielili między siebie 9 kolejnych statuetek. Od 2002 do 2015 roku tylko raz jej laureatem został zawodnik z Europy Wschodniej (2012).

Litewski środkowy Arvydas Sabonis zdobył sześć nagród Euroscar między 1984 a 1999 rokiem.

Pierwsi zwycięzcy nagrody występowali w większości w zespołach euroligowych. Dražen Petrović zdobywał jako pierwszy nagrody Euroscar, będąc graczem NBA.
Do 2015 roku trzech zawodników zdobyło nagrodę Euroscar pięć i więcej razy: Sabonis (6), Nowitzki (6) i Toni Kukoč (5).  Nowitzki jest rekordzistą pod względem liczby nagród uzyskanych z rzędu (5). Sześciu laureatów nagrody zostało wybranych do Koszykarskiej Galerii Sław: Sabonis, Petrović, Dražen Dalipagić, Dino Meneghin, Dragan Kićanović i Nikos Galis. Sabonis, Petrović, Dalipagić i Meneghin są także członkami Galerii Sław FIBA. Po nagrodę sięgnęło również rodzeństwo, hiszpańscy bracia Pau and Marc Gasol.
Dirk Nowitzki jest jedynym zawodnikiem w historii, który zdobył tę nagrodę oraz tytuł MVP sezonu zasadniczego NBA (2011).
Kukoč (1996, 1998), Nowitzki (2011), Parker (2007) i Pau Gasol (2009, 2010) zdobyli mistrzostwa NBA w tych samych latach co nagrody Euroscar; Kukoč i Gasol są jedynymi, którym udało się to więcej niż raz.

## Nagrodzeni

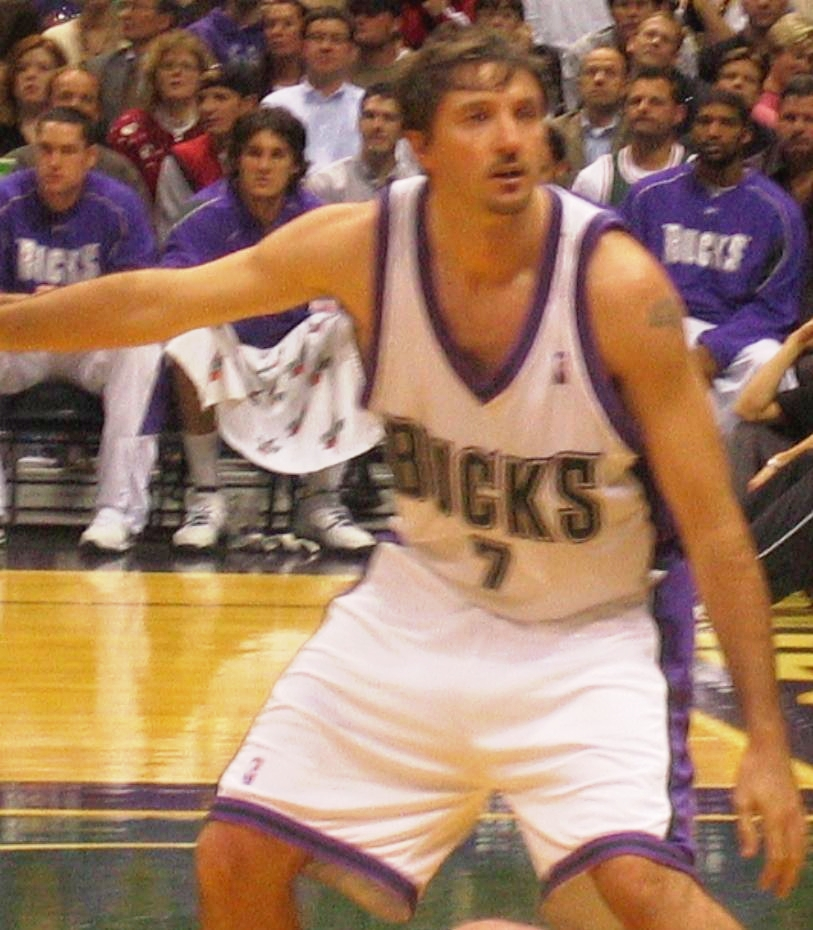
Chorwat Toni Kukoč – laureat pięciu nagród Euroscar między 1990 a 1998 rokiem

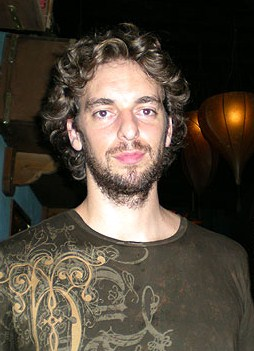
Pau Gasol zdobył trzy z rzędu nagrody w latach 2008–2010. Jego brat Marc uzyskał nagrodę w 2014 roku

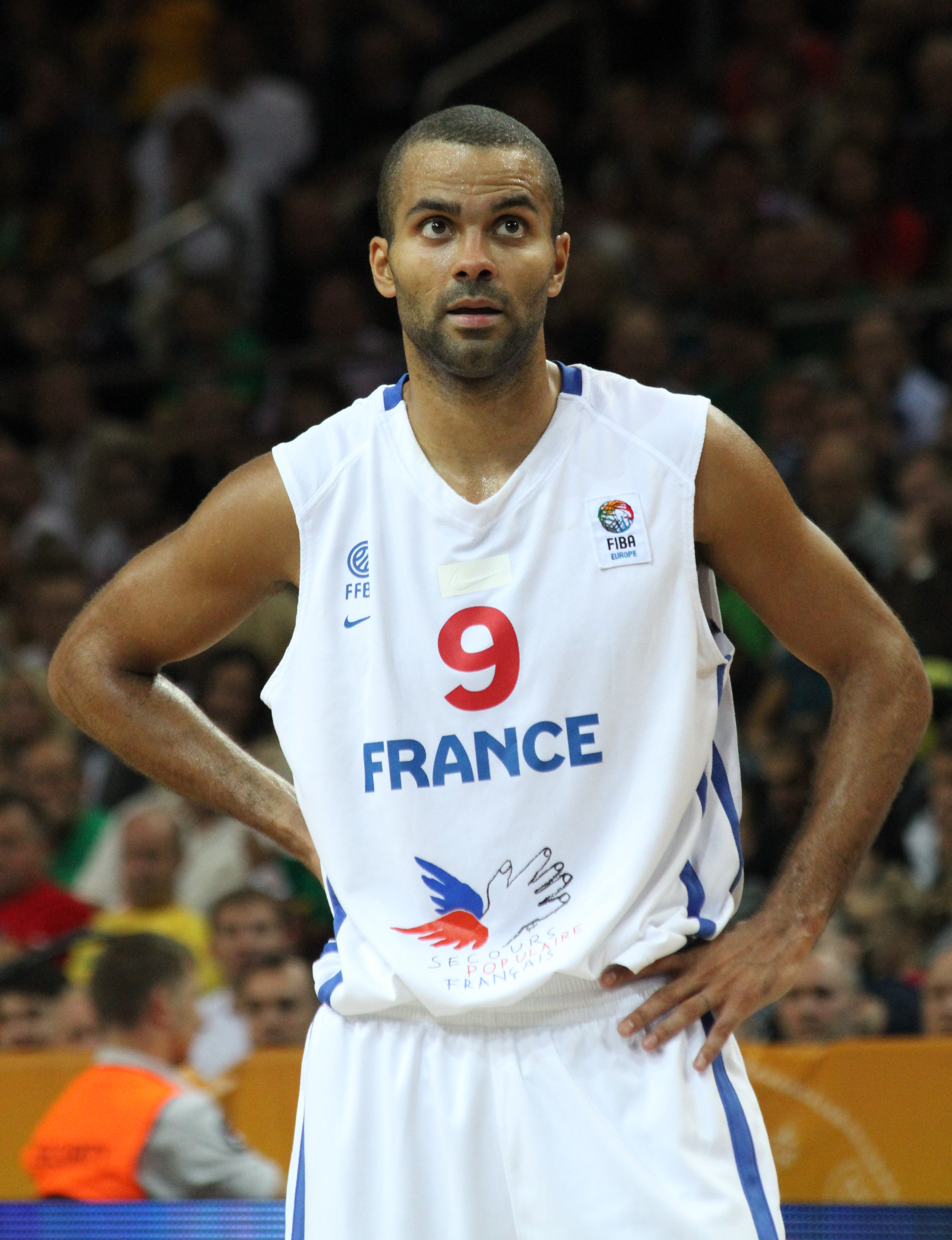
Urodzony w Belgii rozgrywający Tony Parker, zdobywca nagrody w 2007 i 2013 roku

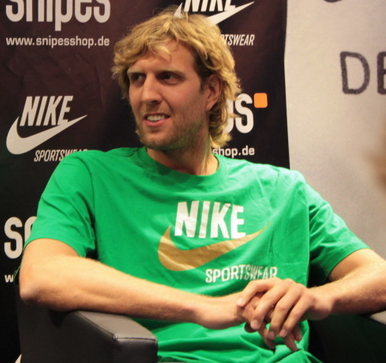
Niemiec Dirk Nowitzki – 6-krotny laureat Euroscar Awards.

| ^            | Oznacza nadal aktywnego zawodnika                                 |
| *            | Członek Koszykarskiej Galerii Sław im. Jamesa Naismitha           |
| **           | Członek Galerii Sław FIBA                                         |
| ***          | Członek Koszykarskiej Galerii Sław im. Jamesa Naismitha oraz FIBA |
| Zawodnik (X) | Oznacza liczbę zdobytych nagród Euroscar Award                    |

| Rok  | Zwycięzca              | Klub (y)                               | Przyp. |
| ---- | ---------------------- | -------------------------------------- | ------ |
| 1979 | Władimir Tkaczenko     | Stroitel                               |        |
| 1980 | Dražen Dalipagić***    | Partizan                               |        |
| 1981 | Dragan Kićanović**     | Partizan i Scavolini Pesaro            |        |
| 1982 | Dragan Kićanović** (2) | Scavolini Pesaro                       |        |
| 1983 | Dino Meneghin***       | Billy/Simac Milano                     |        |
| 1984 | Arvydas Sabonis***     | Žalgiris                               |        |
| 1985 | Arvydas Sabonis*** (2) | Žalgiris                               |        |
| 1986 | Dražen Petrović***     | Cibona                                 |        |
| 1987 | Nikos Galis**          | Aris                                   |        |
| 1988 | Arvydas Sabonis*** (3) | Žalgiris                               |        |
| 1989 | Dražen Petrović*** (2) | Real Madryt i Portland Trail Blazers   |        |
| 1990 | Toni Kukoč             | Jugoplastika/Pop 84 Split              |        |
| 1991 | Toni Kukoč (2)         | Pop 84 Split i Benetton Treviso        |        |
| 1992 | Dražen Petrović*** (3) | New Jersey Nets                        |        |
| 1993 | Dražen Petrović*** (4) | New Jersey Nets                        |        |
| 1994 | Toni Kukoč (3)         | Chicago Bulls                          |        |
| 1995 | Arvydas Sabonis*** (4) | Real Madryt i Portland Trail Blazers   |        |
| 1996 | Toni Kukoč (4)         | Chicago Bulls                          |        |
| 1997 | Arvydas Sabonis*** (5) | Portland Trail Blazers                 |        |
| 1998 | Toni Kukoč (5)         | Chicago Bulls                          |        |
| 1999 | Arvydas Sabonis*** (6) | Portland Trail Blazers                 |        |
| 2000 | Gregor Fučka           | Paf Wennington Bolonia                 |        |
| 2001 | Predrag Stojaković     | Sacramento Kings                       |        |
| 2002 | Dirk Nowitzki          | Dallas Mavericks                       |        |
| 2003 | Dirk Nowitzki (2)      | Dallas Mavericks                       |        |
| 2004 | Dirk Nowitzki (3)      | Dallas Mavericks                       |        |
| 2005 | Dirk Nowitzki (4)      | Dallas Mavericks                       |        |
| 2006 | Dirk Nowitzki (5)      | Dallas Mavericks                       |        |
| 2007 | Tony Parker            | San Antonio Spurs                      |        |
| 2008 | Pau Gasol              | Memphis Grizzlies i Los Angeles Lakers |        |
| 2009 | Pau Gasol (2)          | Los Angeles Lakers                     |        |
| 2010 | Pau Gasol (3)          | Los Angeles Lakers                     |        |
| 2011 | Dirk Nowitzki (6)      | Dallas Mavericks                       |        |
| 2012 | Andriej Kirilenko      | CSKA Moskwa i Minnesota Timberwolves   |        |
| 2013 | Tony Parker (2)        | San Antonio Spurs                      |        |
| 2014 | Marc Gasol             | Memphis Grizzlies                      |        |
| 2015 | Pau Gasol^ (4)         | Chicago Bulls                          |        |
| 2016 | Miloš Teodosić^        | CSKA Moskwa                            |        |
| 2017 | Goran Dragić^          | Miami Heat                             |        |
| 2018 | Janis Andetokunmbo^    | Milwaukee Bucks                        | [ 19 ] |
| 2019 | Luka Dončić^           | Dallas Mavericks                       | [ 20 ] |